# Hrvoje Miholjević
Hrvoje Miholjević (8 juni 1979) is een Kroatisch voormalig wielrenner. Miholjević reed voor het Sloveense Perutnina Ptuj. In 2001 en 2006 werd hij nationaal kampioen van Kroatië. Hij is de broer van oud-wielrenner Vladimir Miholjević en de oom van wielrenner Fran Miholjević.

## Ereplaatsen
2001
- 3e in Eindklassement Ronde van Kroatië
- 3e etappe Ronde van Servië
- 2e in Eindklassement Ronde van Servië
- Kroatisch kampioen op de weg, Elite

2002
- 1e in Trofej Plava Laguna 3

2003
- 2e in NK op de weg, Elite, Kroatië

2004
- 3e in 2e etappe Giro del Friuli Venezia Giulia, Ugovizza
- 2e in Eindklassement Giro del Friuli Venezia Giulia

2005
- 3e in 1e etappe Jadranska Magistrala, Labin
- 3e in Eindklassement Jadranska Magistrala
- 1e in 1e etappe deel b Paths of King Nikola, Bar
- 2e in Eindklassement Paths of King Nikola
- 2e in 2e etappe Ronde van Servië, Kopaonik
- 3e in 6e etappe Ronde van Servië, Valjevo
- 2e in Eindklassement Ronde van Servië
- 3e in NK op de weg, Elite, Kroatië

2006
- 3e in GP Zwarte Woud, Triberg
- Kroatisch kampioen op de weg, Elite

2007
- 1e in Coppa San Geo
- 3e in 1e etappe Jadranska Magistrala, Labin
- 3e in Eindklassement Jadranska Magistrala
- 2e in Giro del Belvedere
- 1e in GP Capodarco

2008
- 1e in 4e etappe Giro della Regione Friuli Venezia Giulia
- 1e in Eindklassement Giro della Regione Friuli Venezia Giulia

## Resultaten in voornaamste wedstrijden
| Jaar |  | WK op de weg |
| ---- |  | ------------ |
| 2008 |  | 24e          |
| 2011 |  | 137e         |

## Ploegen
2005-2006: Perutnina Ptuj
2009-2012: Loborika Favorit